# Progress M-25M
Progress M-25M (ryska: Прогресс М-25M) eller som NASA kallar den, Progress 57 eller 57P, är en rysk obemannad rymdfarkost som levererade förnödenheter, syre, vatten och bränsle till rymdstationen ISS. Den sköts upp med en Sojuz-2.1a-raket från Kosmodromen i Bajkonur 29 oktober 2014 och dockade med ISS knappt 6 timmar senare.
Farkosten lämnade stationen den 25 april 2015 och brann upp i jordens atmosfär den 26 april 2015.

### Fotnoter
1. ↑  ”NASA Space Science Data Coordinated Archive” (på engelska). NASA. https://nssdc.gsfc.nasa.gov/nmc/spacecraft/display.action?id=2014-067A. Läst 1 mars 2020.
2. ↑  Manned Astronautics - Figures & Facts Arkiverad 5 oktober 2015 hämtat från the Wayback Machine., läst 22 juli 2016.